# Hofbräu München
 (avril 2021).
Si vous disposez d'ouvrages ou d'articles de référence ou si vous connaissez des sites web de qualité traitant du thème abordé ici, merci de compléter l'article en donnant les références utiles à sa vérifiabilité et en les liant à la section « Notes et références ».

Logo de la brasserie.

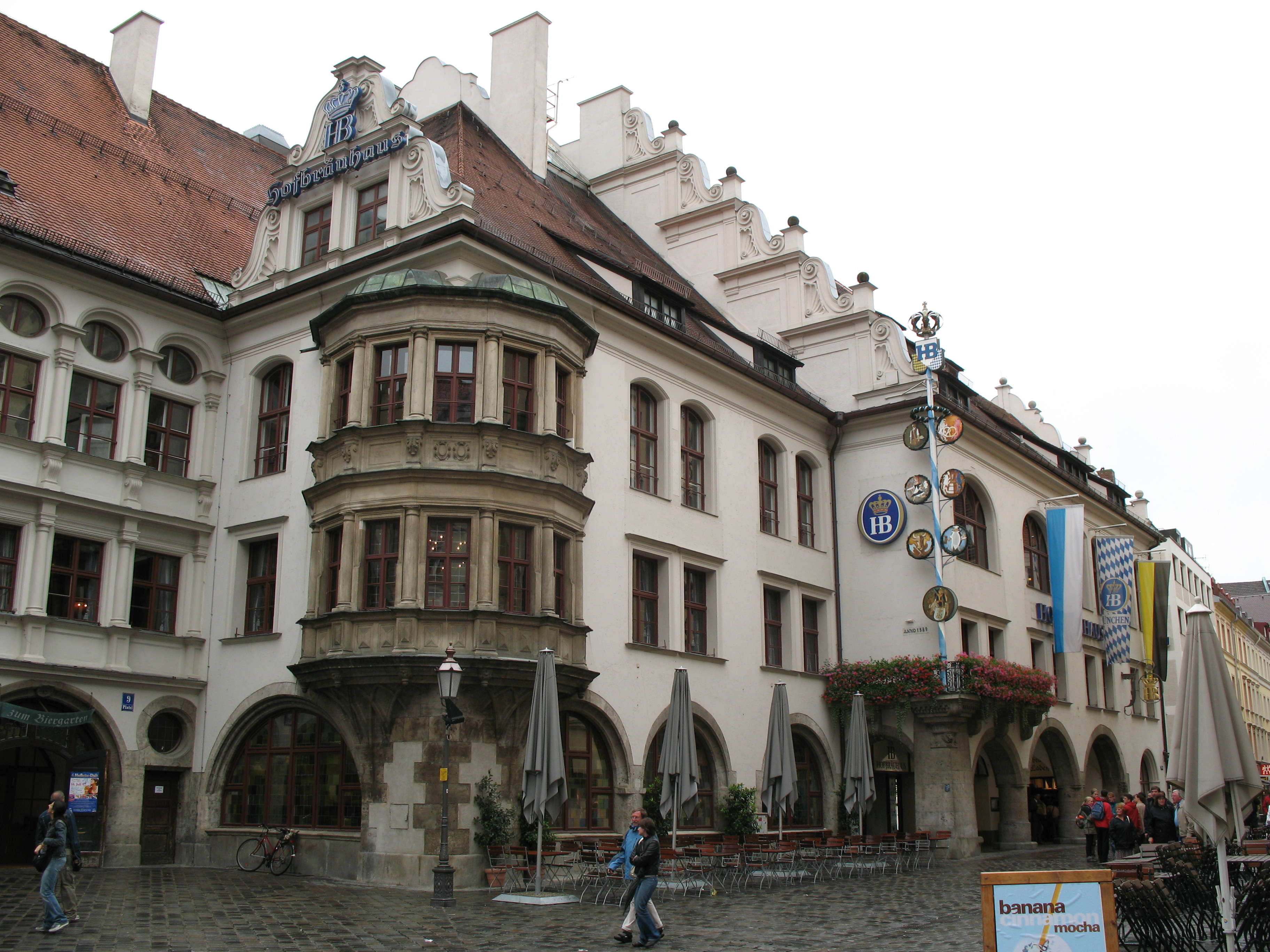
Hofbräuhaus am Platzl.

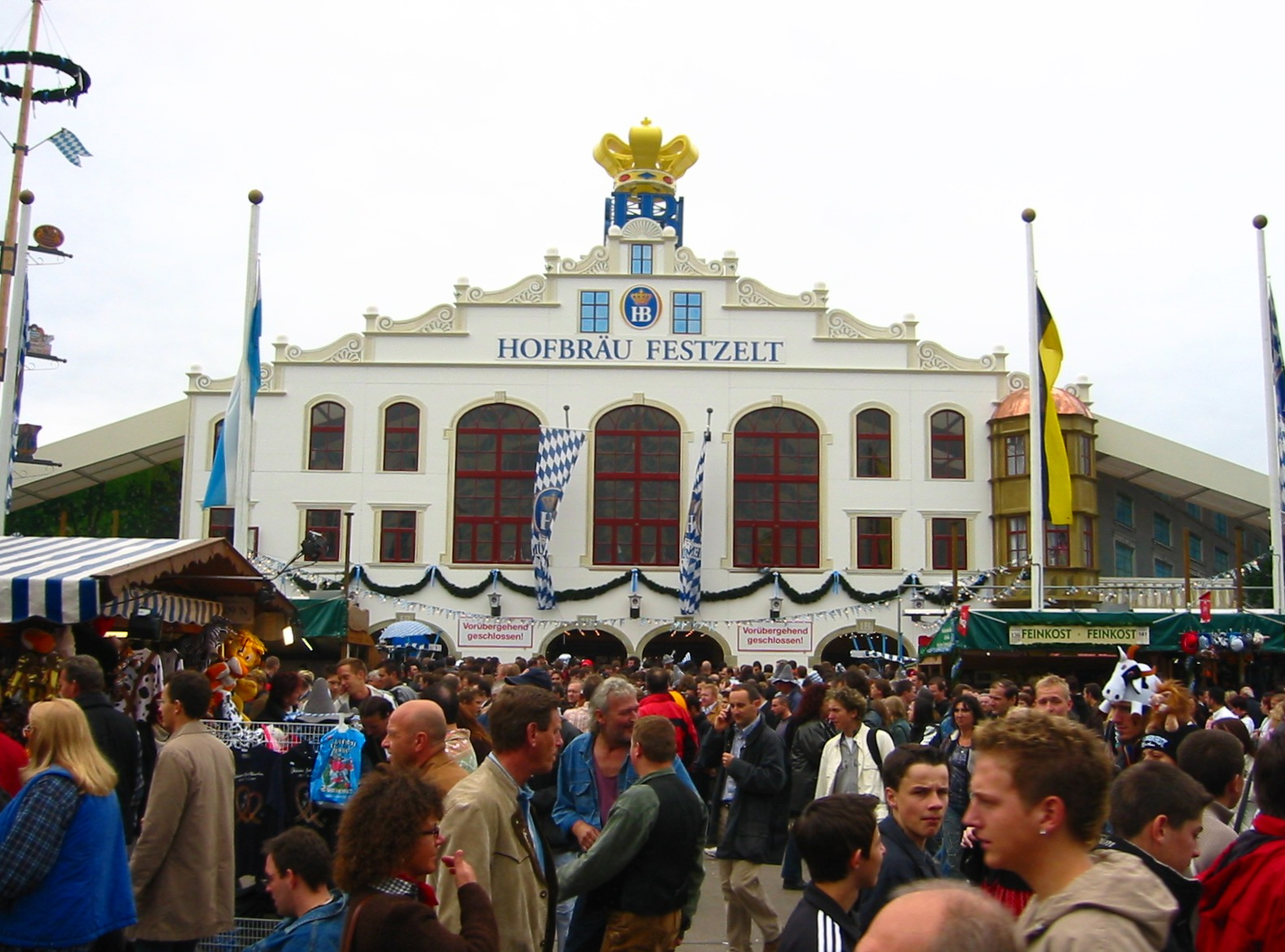
Tente Hofbräu à l'Oktoberfest.

Hofbräu München ou Staatliches Hofbräuhaus im München (litt. « brasserie de cour étatique » en allemand) est une des plus grosses brasseries de Munich, appartenant au Land de Bavière. La brasserie dirige et possède la brasserie-restaurant Hofbräuhaus am Platzl, la cave à bière Hofbräukeller et le pavillon Hofbräu-Festzelt de l'Oktoberfest.

## Histoire
Elle fut fondée sur le lieu de la Hofbräuhaus am Platzl en 1589 par le duc Guillaume V de Bavière et assurait au départ un service royal car la bière était alors importée de Einbeck. En 1852, elle fut intégrée pleinement à la Bavière par le roi Maximilien II de Bavière.
En 1896, face à son succès populaire, elle devait scinder ses activités en déplaçant la production de bière à l'entour de Munich (à Haidhausen, où se trouve actuellement la Hobräukeller), conservant ses murs originaux (fréquentés par Wolfgang Amadeus Mozart, Vladimir Lénine et Adolf Hitler entre autres, ce dernier ayant fait dans cette brasserie, un de ses premiers discours), à titre de bierpalast, première attraction touristique de la ville.
En 1988, la brasserie devait à nouveau pour s'agrandir déménager à München-Riem.

## Bières

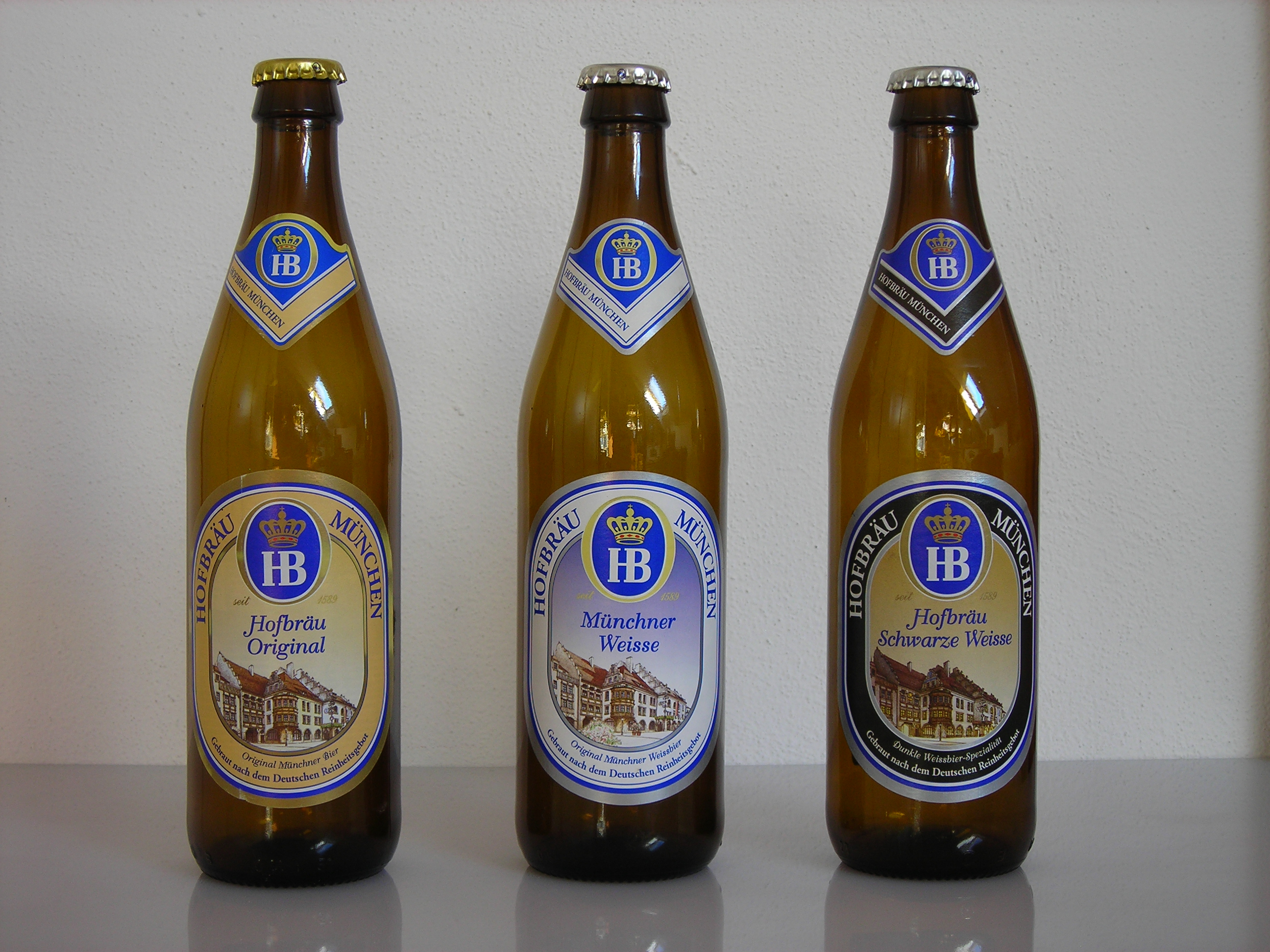
Bières Hofbräu

Les bières de l'Hofbräu München figurent parmi les six bières officielles de l'Oktoberfest de Munich :
- Hofbräu Original
- Hofbräu Dunkel
- Hofbräu Weisse
- Hofbräu Weisse leicht
- Hofbräu Schwarze Weisse
- Hofbräu Kristall Weisse
- Hofbräu Maibock
- Hofbräu Oktoberfestbier
- Hofbräu Festbier
- Hofbräu Sommer naturtrüb
- Hofbräu Alkoholfrei
- Hofbräu Weisse Alkoholfrei
- Hofbräu Pure